# Die Welt im Krieg
Die Welt im Krieg (im Original The World at War) ist eine 26-teilige britische Fernseh-Dokumentarserie, die sich mit der Zeit des Zweiten Weltkriegs beschäftigt. Sie entstand in Zusammenarbeit mit dem Imperial War Museum. Die Erstausstrahlung erfolgte 1973/74 auf ITV. Zum damaligen Zeitpunkt handelte es sich mit £ 900.000 Produktionskosten um die teuerste Fernsehserie der Geschichte. Im Jahr 2000 erreichte sie in einer vom British Film Institute zusammengestellten Liste der besten britischen Fernsehsendungen Platz 19, wobei sie in der Kategorie Dokumentation den ersten Platz belegte.

## Überblick
Neben umfangreichen Originalaufnahmen aus dem Zweiten Weltkrieg beinhaltet die Serie auch zahlreiche Interviews mit Zeitzeugen aller Seiten, darunter so bekannte wie Karl Dönitz, Adolf Galland, John Harding, Arthur Harris, Traudl Junge, Otto Kretschmer, Curtis LeMay, Bernhard zur Lippe-Biesterfeld, Otto Ernst Remer, Albert Speer, James Stewart, Paul Tibbets, Siegfried Westphal oder Karl Wolff.
Sprecher der englischen Originalfassung war Laurence Olivier, in der deutschen Synchronfassung übernahm Uwe Friedrichsen diese Rolle.

## Episoden
| Folge | Originaltitel                      | Deutscher Titel                    | Zeitraum                    | Inhalt | Erstausstrahlung                                       |
| ----- | ---------------------------------- | ---------------------------------- | --------------------------- | --- | ------------------------------------------------------ |
| 1     | A New Germany                      | Ein neues Deutschland              | 1933–1939                   | Der Aufstieg des Nationalsozialismus | 31. Oktober 1973                                       |
| 2     | Distant War                        | Krieg auf Distanz                  | September 1939 – Mai 1940   | Überfall auf Polen, der Untergang der Admiral Graf Spee, Sitzkrieg im Westen, Unternehmen Weserübung | 7. November 1973                                       |
| 3     | France Falls                       | Frankreich fällt                   | Mai – Juni 1940             | Maginot-Linie, Westfeldzug | 14. November 1973                                      |
| 4     | Alone                              | Allein                             | Mai 1940 – Mai 1941         | Luftschlacht um England | 21. November 1973                                      |
| 5     | Barbarossa                         | Unternehmen Barbarossa             | Juni – Dezember 1941        | Unternehmen Barbarossa bis zur Schlacht um Moskau | 28. November 1973                                      |
| 6     | Banzai!: Japan                     | Banzai!: Japan                     | 1931–1942                   | Zweiter Japanisch-Chinesischer Krieg, Angriff auf Pearl Harbor | 5. Dezember 1973                                       |
| 7     | On Our Way: U.S.A.                 | Kriegseintritt der USA             | 1939–1942                   | Leih- und Pachtgesetz, Angriff auf Pearl Harbor, Doolittle Raid, Schlacht um Midway, Schlacht um Guadalcanal | 12. Dezember 1973                                      |
| 8     | The Desert: North Africa           | Die Wüste: Nordafrika              | 1940–1943                   | Afrikafeldzug | 19. Dezember 1973                                      |
| 9     | Stalingrad                         | Stalingrad                         | Juni 1942 – Februar 1943    | Schlacht um Stalingrad, Operation Uranus | 2. Januar 1974                                         |
| 10    | Wolf Pack: U-Boats in the Atlantic | Wolfsrudel: U-Boote im Atlantik    | 1939–1944                   | Atlantikschlacht, Operation Paukenschlag | 9. Januar 1974                                         |
| 11    | Red Star: The Soviet Union         | Der Rote Stern: Die Sowjetunion    | 1941–1943                   | Leningrader Blockade, Unternehmen Zitadelle | 16. Januar 1974                                        |
| 12    | Whirlwind: Bombing Germany         | Feuersturm: Bomben auf Deutschland | September 1939 – April 1944 | Luftangriffe auf Deutschland im Zweiten Weltkrieg, Operation Millennium, Operation Gomorrha, Operation Double Strike | 23. Januar 1974                                        |
| 13    | Tough Old Gut: Italy               | Eine harte Nuss: Italien           | November 1942 – Juni 1944   | Casablanca-Konferenz, Schlacht am Kasserinpass, Operation Husky, Alliierte Invasion in Italien, Italienfeldzug, Operation Avalanche, Fall Achse, Schlacht um Monte Cassino, Operation Shingle                                                | 30. Januar 1974                                        |
| 14    | It’s A Lovely Day Tomorrow: Burma  | Dschungelkrieg: Burma              | 1942–1943                   | Burmafeldzug, Japanische Eroberung Burmas, Japanische Besetzung Burmas, Chindits | 6. Februar 1974                                        |
| 15    | Home Fires: Britain                | Eine harte Probe: Großbritannien   | 1940–1944                   | Die Heimatfront in Großbritannien, Luftangriffe auf Coventry und Plymouth, Einsatz der deutschen V1 | 13. Februar 1974                                       |
| 16    | Inside the Reich: Germany          | Das Leben im Reich: Deutschland    | 1940–1944                   | Die Heimatfront in Deutschland, Attentat vom 20. Juli 1944, Einberufung des Volkssturms | 20. Februar 1974                                       |
| 17    | Morning                            | Ein neuer Morgen                   | Juni – August 1944          | Operation Overlord, Kessel von Falaise, Befreiung von Paris | 27. Februar 1974                                       |
| 18    | Occupation: Holland                | Besatzungszeit: Die Niederlande    | 1940–1944                   | Die Niederlande unter deutscher Besatzung | 13. März 1974                                          |
| 19    | Pincers                            | Zangenmanöver                      | August 1944 – März 1945     | Zweifrontenkrieg, Operation Dragoon, Befreiung von Paris, Warschauer Aufstand, Operation Market Garden, Ardennenoffensive | 20. März 1974                                          |
| 20    | Genocide                           | Völkermord                         | 1941–1945                   | Gründung der SS, Aufstand im Warschauer Ghetto, Endlösung der Judenfrage, Holocaust | 27. März 1974                                          |
| 21    | Nemesis: Germany                   | Der Zusammenbruch: Deutschland     | Februar – Mai 1945          | Luftangriffe auf Dresden, Schlacht um Berlin, Selbstmord Adolf Hitlers, Bedingungslose Kapitulation der Wehrmacht | 3. April 1974                                          |
| 22    | Japan                              | Japan                              | 1941–1945                   | Doolittle Raid, Schlacht um Saipan, Schlacht um Okinawa, Luftangriffe auf Japan, Operation Vengeance, Kamikaze | 10. April 1974                                         |
| 23    | Pacific                            | Schauplatz Pazifik                 | Februar 1942 – Juli 1945    | Luftangriff auf Darwin, Island Hopping, Schlacht um die Gilbertinseln, Schlacht in der Philippinensee, Schlacht um Peleliu, See- und Luftschlacht im Golf von Leyte, Rückeroberung der Philippinen, Schlacht um Iwojima, Schlacht um Okinawa | 17. April 1974                                         |
| 24    | The Bomb                           | Die Atombombe                      | Februar – September 1945    | Konferenz von Jalta, Manhattan-Projekt, Atombombenabwürfe auf Hiroshima und Nagasaki | 24. April 1974                                         |
| 25    | Reckoning                          | Abrechnung                         | 1945 und danach             | Besetzung Deutschlands, Demobilisierung, Nürnberger Prozesse, Beginn des Kalten Krieges | 1. Mai 1974                                            |
| 26    | Remember                           | Erinnerungen                       |                             | Anzahl der Kriegstoten der einzelnen Länder, Auswirkung der gemachten Erfahrungen auf das Leben der Zeitzeugen | 8. Mai 1974 (29. Jahrestag der Deutschen Kapitulation) |

## Ausstrahlung
Nach der Erstausstrahlung auf ITV wurde die Serie von zahlreichen in- und ausländischen Fernsehsendern gezeigt, darunter WWOR-TV in New York, das zur PBS-Kette gehörende WGBH-TV, der dänische Sender DR2 sowie BBC Two.
Die Folge "Völkermord" ist auch deshalb bemerkenswert, weil sie im kommerziellen Fernsehen ohne Werbeunterbrechung ausgestrahlt wurde.
Nach ihrer deutschen Erstausstrahlung in NDR, RB und SFB III ab dem 20. März 1975 wurde die Serie mehrfach wiederholt, darunter auch im WDR und dem HR.
2014 wurde die Serie vom 29. Juni bis zum 21. Dezember auf ARD-alpha in einer digital restaurierten vollständigen Fassung mit bis dahin unveröffentlichtem Bildmaterial und komplett neu kommentiert ausgestrahlt und erneut im Jahr 2020 von Ende Februar bis 24. Mai, mit jeweils 2 Folgen zusammen sonntags nach der Tagesschau.

## Sonstiges
Jede Folge beginnt, noch vor dem Vorspann, mit einem kurzen Teaser. Sowohl in der ersten als auch in der letzten Folge handelt dieser vom Massaker von Oradour. Am Ende der letzten Folge wird dieses Thema noch einmal aufgegriffen, wobei die Bilder der Ruinen des 1944 zerstörten Dorfes mit dem Dona nobis pacem (auf Deutsch: Gib uns den Frieden) aus der Nikolaimesse von Joseph Haydn unterlegt sind.

## Veröffentlichung auf VHS und DVD
Die Serie wurde verschiedene Male auf VHS oder DVD veröffentlicht. 2010 erschien im Vertrieb von Koch Media eine von FremantleMedia digital remasterte und restaurierte Fassung auf DVD, wobei die Gesamtedition aus zwölf DVDs besteht.